# Michel Sot
Michel Sot, né en 1942, est un historien et universitaire français, spécialiste du haut Moyen Âge.

## Biographie
Michel Sot obtient l'agrégation d'histoire en 1967. Il est nommé assistant d'histoire médiévale à l'université Paris X-Nanterre en 1970, puis maître de conférences.
En 1991, il soutient une thèse de doctorat d'État consacrée à Flodoard de Reims, sous la direction de Pierre Riché à l'université Paris X.
Il est ensuite professeur d'histoire médiévale à l'université Paris-IV (2003-2012), puis professeur émérite lorsqu'il prend sa retraite académique en 2012.
Ses thèmes de recherche principaux sont la religion, la culture et la société en Occident dans le haut Moyen Âge, et l'historiographie, hagiographie et exégèse dans le haut Moyen Âge. Il se positionne en faveur d'une réévaluation de la Renaissance carolingienne.

## Activités
Il est membre du Comité d'histoire de la ville de Paris.
Auparavant, il a dirigé pendant dix ans la résidence Lucien Paye de la Cité internationale universitaire de Paris (1991-2001) et a présidé le Comité des travaux historiques et scientifiques (2007-2010). 
En 2015, il participe à l'émission Secrets d'Histoire consacrée à  Charlemagne, intitulée Sacré Charlemagne !, diffusée le 8 septembre 2015 sur France 2.

## Publications
- Gesta episcoporum, gesta abbatum, Turnhout-Belgium, Brépols, 1981.
- Pratiques de la confession. Des Pères du désert à Vatican II. Quinze études d'histoire (direction), Paris, éditions du Cerf, 1983 [unique recueil des travaux du Groupe de la Bussière].
- Un historien et son Église au Xe siècle : Flodoard de Reims, Fayard, 1993 (thèse d'État, Paris X, 1991).
- Avec Jean-Patrice Boudet, Anita Guerreau-Jalabert, Histoire culturelle de la France, t. I, Le Moyen Age, Seuil, Paris, 1997.
- Les Gestes des évêques d’Auxerre, t. I, présentation, édition, traduction et notes (direction), Les Belles Lettres, Paris, 2002.
- Éginhard, Vie de Charlemagne, Les Belles Lettres, Paris, 2014 (établissement du texte et traduction avec Christiane Veyrard-Cosme).

## Distinctions
- Chevalier de l'ordre national du Mérite